# Гебефренический синдром
Гебефрени́ческий синдро́м (др.-греч. ἥβη — юность, φρενός — ум, разум) — психопатологический синдром, характеризующийся наличием в поведении выраженных черт детскости, дурашливости. Впервые гебефрения описана Эвальдом Геккером (1878) как самостоятельное психическое заболевание, впоследствии отнесена Эмилем Крепелином к шизофрении.

## Описание
О. В. Кербиковым (1949) выделена триада гебефренического синдрома:
- «гимнастические» сокращения лицевой мускулатуры, гримасничанье;
- феномен бездействия мысли — безмотивные действия, поступки, не являющиеся ни импульсивными, ни обусловленными патологическими мотивами;
- непродуктивная эйфория, бессодержательно-весёлое настроение.

Больные в гебефреническом состоянии громко и надрывисто смеются, строят гримасы всем подряд, прыгают по койкам или катаются по полу, пристают к окружающим с нелепыми шутками и странными выходками.
В структуре гебефренического синдрома могут наблюдаться кататонические расстройства, слуховые и висцеральные галлюцинации, бредовые идеи отношения и преследования. Настроение может быть и пониженным, в этом случае обнаруживаются идеи аффективного бреда.
Чаще всего гебефренический синдром наблюдается у больных гебефренической шизофренией. Иногда гебефренический синдром можно встретить у больных эпилепсией (чаще всего височной), также он встречается при реактивных, интоксикационных и связанных с органическим поражением мозга психозах. При гебефреническом синдроме могут отмечаться кататонические симптомы, в этом случае, при выходе их на первый план в психопатологической структуре, речь может идти о наличии у пациента кататоно-гебефренного синдрома.
Близким к гебефрении является понятие гебоидофрения, мягкая форма гебефрении с преобладанием диссоциального расстройства личности. При данном расстройстве начало наблюдается также в юношеском возрасте, но основным симптомом выступает антисоциальное поведение.